# Graves de Communi Re
 Graves de Communi Re  è un'enciclica sociale di papa Leone XIII, datata 18 gennaio 1901.
Assieme alla Rerum Novarum, questa nuova enciclica rappresenta il compendio della politica sociale di Leone XIII. Il Pontefice inizia la sua enciclica analizzando le varie denominazioni usate per le istituzioni di carattere sociale e politico sorte dopo la Rerum Novarum, come i segretariati del popolo, le casse rurali, le società di mutuo soccorso e di previdenza. Si felicita perché certe denominazioni, come socialismo cristiano, sono cadute in disuso; considera con favore la nascita di altre denominazioni, come “azione popolare cristiana”, detta anche semplicemente “democrazia cristiana”.
Per la prima volta questo nome appare in un documento papale. Ma il Pontefice non lo intende in senso politico, bensì in senso ecclesiastico, come «benefica azione cristiana a favore del popolo». Inoltre Leone XIII raccomanda l'unità dei cattolici in questa azione, sotto la direzione dell'Opera dei Congressi e dei Vescovi italiani. In questo modo il Papa esclude pure che questa «azione» abbia un qualsiasi carattere politico.